# Útok na stanoviště COP Salar
Útok na stanoviště COP Salar byl útok v Afghánistánu v provincii Vardak na bojové stanoviště české jednotky (Combat Outpost, anglicky COP) u vesnice Salar, který byl proveden 6. července 2011. Byl při něm zraněn jeden český voják, příslušník OMLT (Operational Mentor and Liaison Team). Okamžitě mu byla poskytnuta první pomoc a byl převezen do vojenské nemocnice na základně KAIA v Kábulu, kde působil český chirurgický tým. Odtud byl převezen do České republiky, kam dorazil 7. července. Zde 9. října 2011 na následky zranění zemřel.
V důsledku útoku česká armáda dočasně stáhla příslušníky OMLT z předsunutých stanovišť (včetně COP Salar) do základny COP Carwile, která byla hlavní a lépe zabezpečenou základnou v oblasti.